# Stefano Comini
Stefano Comini (Lugano, Suiza; 3 de febrero de 1990) es un piloto de automovilismo suizo actualmente inactivo.
Desde 2010 compite en carreras de gran turismos, monotipos y en las series TCR, llegando a ser bicampeón del TCR International Series en 2015 y 2016, y tercero en 2017. Previamente había sido campeón de la Eurocup Mégane Trophy en 2011 y de la Copa Renault Clio Italia al año siguiente.

## Resumen de carrera
| Temporada | Categoría                                        | Equipo                | Carreras | Victorias | Poles | VR | Podios | Puntos | Pos.  |
| --------- | ------------------------------------------------ | --------------------- | -------- | --------- | ----- | -- | ------ | ------ | ----- |
| 2006      | Fórmula Monza 1.2                                | Fadini corse          | 7        | 1         | 1     | 0  | 1      | 92     | 10.º  |
| 2007      | Fórmula Monza 1.6                                | MG Motorsport         | 12       | 4         | 2     | 3  | 6      | 69     | 3.º   |
| 2007      | Fórmula Renault Italiana 2.0 - Serie de Invierno | CO2 Motorsport        | 2        | 0         | 0     | 0  | 0      | 6      | 19.º  |
| 2007      | Fórmula Renault Suiza 2.0                        | Pietro Comini         | 4        | 0         | 0     | 0  | 1      | 38     | 17.º  |
| 2008      | Fórmula Renault Italiana 2.0                     | Dueppì                | 14       | 0         | 0     | 0  | 0      | 47     | 17.º  |
| 2008      | Fórmula Renault Italiana 2.0                     | CO2 Motorsport        | 14       | 0         | 0     | 0  | 0      | 47     | 17.º  |
| 2008      | Fórmula Renault Suiza 2.0                        | 4                     | 1        | 0         | 0     | 1  | 49     | 13.º   |       |
| 2008      | Fórmula 2000 Light                               | Dueppì                | 3        | 0         | 0     | 0  | 2      | 62     | 16.º  |
| 2008      | Fórmula 2000 Light Italia                        | Dueppì                | 2        | 0         | 0     | 0  | 2      | N/A    | NC    |
| 2009      | Fórmula Renault Italiana 2.0                     | CO2 Motorsport        | 14       | 1         | 2     | 1  | 2      | 167    | 8.º   |
| 2009      | Fórmula Renault Suiza 2.0                        | CO2 Motorsport        | 10       | 6         | 8     | 8  | 9      | 230    | 2.º   |
| 2009      | VLN Endurance                                    | Swiss Gentle team     | 3        | 1         | 0     | 0  | 1      | 13.75  | 414.º |
| 2010      | Eurocup Mégane Trophy                            | Oregon Team           | 14       | 3         | 4     | 3  | 7      | 107    | 3.º   |
| 2010      | Fórmula Abarth                                   | MG Motorsport         | 2        | 0         | 0     | 0  | 0      | N/A    | NC    |
| 2010      | 24 Horas de Dubái - SP3                          | Gentle Swiss Racing   | 1        | 0         | 0     | 0  | 0      | N/A    | 9.º   |
| 2011      | Eurocup Mégane Trophy                            | Oregon Team           | 14       | 11        | 12    | 7  | 12     | 305    | 1.º   |
| 2012      | Copa Renault Clio Italia                         | Composit Motorsport   | 10       | 5         | 3     | 6  | 6      | 133    | 1.º   |
| 2012      | Eurocup Mégane Trophy                            | Team Lompech Sport    | 4        | 0         | 0     | 0  | 2      | 36     | 11.º  |
| 2012      | Lamborghini Super Trofeo - Pro-Am                | Bonaldi Motorsport    | 2        | 2         | 0     | 0  | 2      | 30     | 9.º   |
| 2012      | Copa Porsche Carrera Italia                      | Antonelli Motorsport  | 2        | 0         | 0     | 0  | 1      | 16     | 11.º  |
| 2012      | Porsche Supercup                                 | Antonelli Motorsport  | 1        | 0         | 0     | 0  | 0      | N/A    | NC†   |
| 2013      | Copa Renault Clio Bohemia                        | Target Competition    | 13       | 4         | 3     | 4  | 6      | 192    | 5.º   |
| 2013      | Copa Renault Clio Italia                         | Target Competition    | 2        | 1         | 0     | 1  | 1      | N/A    | NC†   |
| 2013      | Eurocup Mégane Trophy                            | Team Lompech Sport    | 2        | 1         | 0     | 0  | 2      | N/A    | NC†   |
| 2014      | Eurocopa SEAT León                               | Target Competition    | 12       | 3         | 1     | 2  | 4      | 56     | 4.º   |
| 2014      | Lamborghini Super Trofeo Europa - Pro-Am         |                       | 2        | 0         | 0     | 0  | 0      | 8      | 18.º  |
| 2015      | TCR International Series                         | Target Competition    | 22       | 6         | 1     | 2  | 11     | 342    | 1.º   |
| 2016      | TCR International Series                         | Leopard Racing        | 22       | 3         | 1     | 4  | 10     | 267.5  | 1.º   |
| 2016      | TCR Benelux Touring Car Championship             | Team WRT              | 3        | 2         | 0     | 1  | 2      | 111    | 13.º  |
| 2017      | TCR International Series                         | Comtoyou Racing       | 20       | 3         | 1     | 3  | 8      | 196    | 3.º   |
| 2017      | TCR Benelux Touring Car Championship             | Comtoyou Racing       | 6        | 2         | 0     | 0  | 2      | 138    | 12.º  |
| 2017      | Campeonato Italiano de Superturismos             | Top Run Motorsport    | 4        | 0         | 0     | 1  | 1      | 24     | 13.º  |
| 2018      | TCR Europe Touring Car Series                    | Race Republic         | 2        | 0         | 0     | 0  | 0      | 41     | 12.º  |
| 2018      | TCR Europe Touring Car Series                    | Autodis Racing by THX | 10       | 0         | 0     | 0  | 0      | 41     | 12.º  |
| 2018      | TCR Benelux Series                               | Autodis Racing by THX | 8        | 2         | 0     | 0  | 5      | 108    | 5.º   |
| Fuente:   |                                                  |                       |          |           |       |    |        |        |       |

- † Era piloto invitado, por lo que no sumó puntos.

## Resultados

### Porsche Supercup
(Clave) (negrita indica pole position) (cursiva indica vuelta rápida)

| Año     | Equipo               | 1   | 2   | 3   | 4   | 5   | 6   | 7   | 8   | 9   | 10     | Pos. | Puntos |
| ------- | -------------------- | --- | --- | --- | --- | --- | --- | --- | --- | --- | ------ | ---- | ------ |
| 2012    | Antonelli Motorsport | BHR | BHR | MON | VAL | SIL | HOC | HUN | HUN | SPA | MNZ 11 | NC†  | 0      |
| Fuente: |                      |     |     |     |     |     |     |     |     |     |        |      |        |

- † Era piloto invitado, por lo que no sumó puntos.

### TCR International Series
(Clave) (negrita indica pole position) (cursiva indica vuelta rápida)

| Año     | Equipo             | Auto                        | 1   | 2   | 3   | 4   | 5   | 6   | 7   | 8   | 9   | 10  | 11    | 12    | 13  | 14  | 15     | 16     | 17  | 18  | 19  | 20  | 21  | 22  | Pos. | Pts.  |
| ------- | ------------------ | --------------------------- | --- | --- | --- | --- | --- | --- | --- | --- | --- | --- | ----- | ----- | --- | --- | ------ | ------ | --- | --- | --- | --- | --- | --- | ---- | ----- |
| 2015    |                    |                             | MYS | MYS | CHN | CHN | ESP | ESP | POR | POR | ITA | ITA | AUT I | AUT I | RUS | RUS | AUT II | AUT II | SGP | SGP | THA | THA | MAC | MAC | 1.º  | 342   |
| 2015    | Target Competition | SEAT León Racer             | 1   | 4   | 4   | 2   | 6   | 1   | 5   | 11  | Ret | 4   | 2     | 8     | 4   | 1   | 1      | 9      | 2   | 2   | 5   | 1   | 3   | 1   | 1.º  | 342   |
| 2016    |                    |                             | BHR | BHR | POR | POR | BEL | BEL | ITA | ITA | AUT | AUT | ALE   | ALE   | RUS | RUS | THA    | THA    | SGP | SGP | MYS | MYS | MAC | MAC | 1.º  | 267,5 |
| 2016    | Leopard Racing     | Volkswagen Golf GTI TCR SEQ | 7   | Ret | 3   | 2   | Ret | 2   | 1   | 3   | 8   | 3   | Ret   | 6     | 1   | 5   | 4      | 4      | 2   | 4   | 2   | 18  | 1   | 4   | 1.º  | 267,5 |
| 2017    |                    |                             | GEO | GEO | BHR | BHR | BEL | BEL | ITA | ITA | AUT | AUT | HUN   | HUN   | ALE | ALE | THA    | THA    | CHN | CHN | EAU | EAU |     |     | 3.º  | 196   |
| 2017    | Comtoyou Racing    | Audi RS3 LMS TCR SEQ (2016) | 3   | Ret | 8   | 9   | 1   | 3   | 8   | 1   | 3   | 3   | 12    | 10    | 6   | 5   | 7      | 3      | 13  | Ret | 7   | 1   |     |     | 3.º  | 196   |
| Fuente: |                    |                             |     |     |     |     |     |     |     |     |     |     |       |       |     |     |        |        |     |     |     |     |     |     |      |       |

### TCR Europe Touring Car Series
(Clave) (negrita indica pole position) (cursiva indica vuelta rápida)

| Año  | Equipo                | Auto                         | 1   | 2   | 3   | 4   | 5   | 6   | 7   | 8   | 9   | 10  | 11  | 12  | 13  | 14  | Pos. | Pts. |
| ---- | --------------------- | ---------------------------- | --- | --- | --- | --- | --- | --- | --- | --- | --- | --- | --- | --- | --- | --- | ---- | ---- |
| 2018 |                       |                              | LEC | LEC | ZAN | ZAN | SPA | SPA | HUN | HUN | ASS | ASS | MON | MON | BAR | BAR | 12.º | 41   |
| 2018 | Race Republic         | Subaru WRX STI TCR           | 20  | 10  |     |     |     |     |     |     |     |     |     |     |     |     | 12.º | 41   |
| 2018 | Autodis Racing by THX | Honda Civic Type-R TCR (FK7) |     |     |     |     | Ret | Ret | 8   | 8   | 4   | 4   | 6   | Ret | Ret | 11  | 12.º | 41   |

### TCR BeNeLux Touring Car Championship
(Clave) (negrita indica pole position) (cursiva indica vuelta rápida)

| Año  | Equipo                | Auto                         | 1   | 2   | 3   | 4   | 5   | 6   | 7   | 8   | 9   | 10  | Pos. | Pts. |
| ---- | --------------------- | ---------------------------- | --- | --- | --- | --- | --- | --- | --- | --- | --- | --- | ---- | ---- |
| 2018 |                       |                              | ZAN | ZAN | SPA | SPA | HUN | HUN | ASS | ASS | BAR | BAR | 5.º  | 108  |
| 2018 | Autodis Racing by THX | Honda Civic Type-R TCR (FK7) |     |     | Ret | Ret | 2   | 1   | 2   | 1   | Ret | 2   | 5.º  | 108  |